# Aleksander Buksa
Aleksander Buksa, né le 15 janvier 2003 à Cracovie en Pologne, est un footballeur polonais qui évolue au poste d'attaquant au WSG Tirol, en prêt du Genoa CFC.

## Biographie

### Wisla Cracovie
Né à Cracovie en Pologne, Aleksander Buksa est formé par le club de sa ville natale, le Wisla Cracovie. Il joue son premier match en professionnel à 16 ans, le 22 avril 2019, lors d'une rencontre de championnat face au Lech Poznań. Il entre en jeu à la place de Sławomir Peszko lors de cette rencontre perdue par les siens sur le score de trois buts à deux. Le 23 août 2019, il inscrit son premier but en professionnel, lors d'une rencontre de championnat face au Jagiellonia Białystok. Entré en jeu à la place de Kamil Wojtkowski, il marque à la 90e minute de jeu, ce qui ne suffit toutefois pas à son équipe pour obtenir un bon résultat (défaite 3-2). Avec cette réalisation, Buksa devient le plus jeune buteur de l'histoire du club en championnat, à l'âge de 16 ans et 220 jours.
Révélation du championnat polonais, Buksa est rapidement observé par plusieurs clubs européens. En avril 2020, les médias évoquent un intérêt du FC Barcelone. Il est par ailleurs nommé dans une liste des soixante meilleurs jeunes de moins de dix-sept ans par The Guardian en octobre 2020.

### Genoa CFC
En fin de contrat avec le Wisla Cracovie, Aleksander Buksa rejoint librement le Genoa CFC en juillet 2021,.

### Prêts
En manque de temps de jeu au Genoa, Aleksander Buksa est prêté le 22 août 2022 au club belge de l'OH Louvain, pour une saison avec option d'achat,.
Le 29 juin 2023, Aleksander Buksa est prêté pour une saison en Autriche, au WSG Tirol.

### En sélection
Avec l'équipe de Pologne des moins de 16 ans il marque quatre buts en sept matchs, dont un doublé face à l'Autriche le 25 octobre 2018, qui permet à son équipe de s'imposer (4-2).
Le 3 septembre 2020, alors âgé de 17 ans, Aleksander Buksa joue son premier match avec l'équipe de Pologne des moins de 19 ans face à l'Allemagne (1-1)

### Vie personnelle
Aleksander Buksa est le frère d’Adam Buksa, lui aussi footballeur professionnel évoluant au poste d'attaquant.